# Altiani
Altiani település Franciaországban, Haute-Corse megyében. Lakosainak száma 54 fő (2022. január 1.). Altiani Focicchia, Erbajolo, Noceta, Rospigliani, Vezzani és Piedicorte-di-Gaggio községekkel határos.

## Népesség
A település népességének változása:
| Lakosok száma | 126  | 100  | 90   | 94   | 60   | 51   | 48   | 50   | 52   | 54   |
|               | 1968 | 1982 | 1990 | 2006 | 2013 | 2015 | 2017 | 2019 | 2020 | 2022 |